# Produits dérivés de Batman
 (mars 2015).
Si vous disposez d'ouvrages ou d'articles de référence ou si vous connaissez des sites web de qualité traitant du thème abordé ici, merci de compléter l'article en donnant les références utiles à sa vérifiabilité et en les liant à la section « Notes et références ».

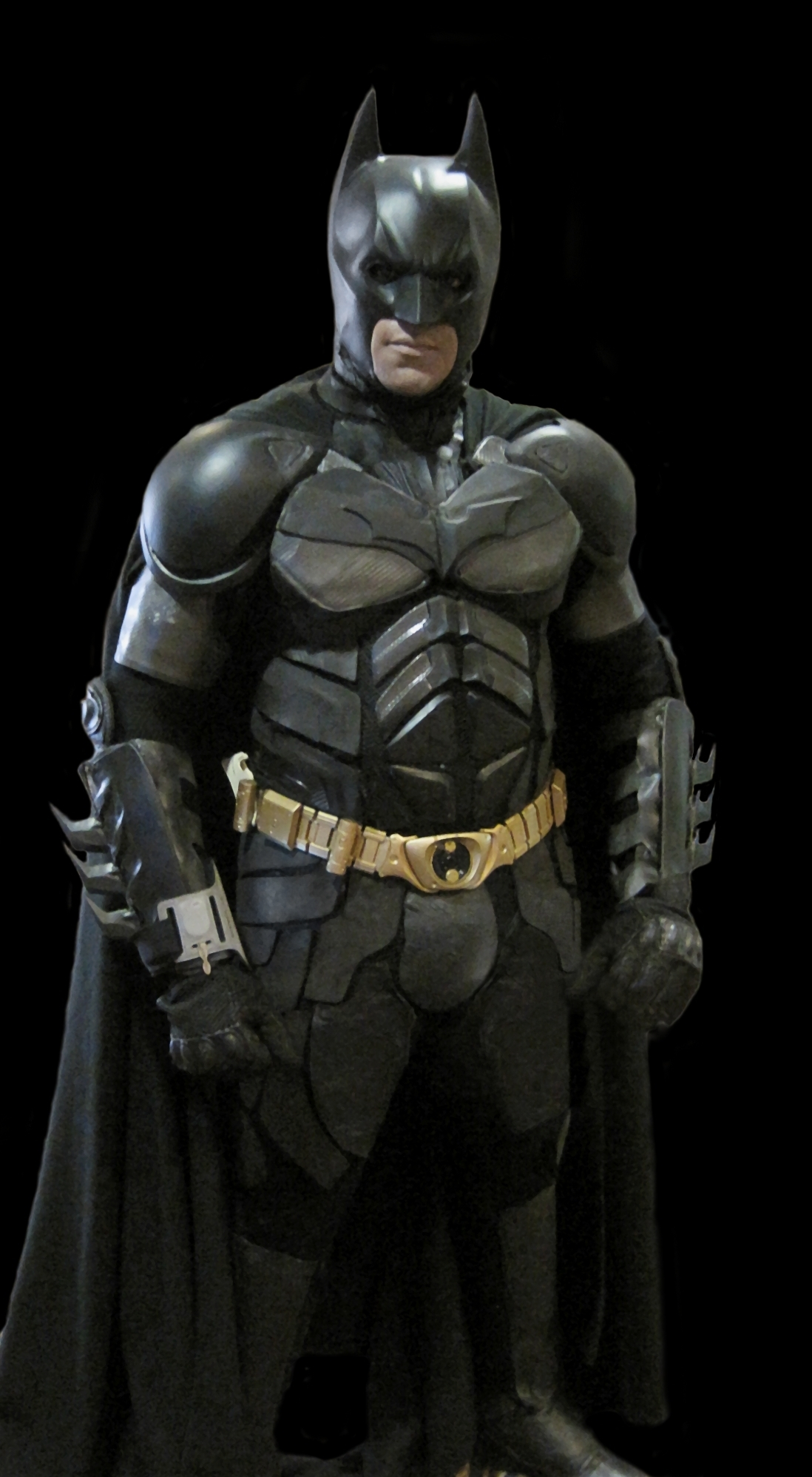
Figurine en plastique de Batman

Les personnages de l'univers Batman ont fait l'objet de nombreux produits dérivés, jouets, jeux vidéo, produits consommables, etc. Cet article se concentre sur la question de la figurine en plastique.
Les lignes de jouets sont mentionnées par leur nom original, c'est-à-dire en anglais, puis, chaque fois que cela est possible, la traduction française officielle est proposée.

## World's Greatest Super Heroes
Mego, 1972.

## Super Powers
Kenner, 1984.
Alors que Mattel et Marvel s'allient, en 1984, pour distribuer une ligne de jouets intitulée Secret Wars - Guerres Secrètes et proposant la plupart des grands héros du distributeur américain de comics, son concurrent,  DC Comics, distribue au même moment, avec le fabricant de jouets Kenner, l'équivalent pour ses héros, dont Batman et Superman. C'est la ligne Super Powers - Super Puissants.
Trois vagues se succèdent. 
En 1984 sont distribués les personnages les plus connus : Superman, Green Lantern, le Flash, Batman, Robin, Hawkman, Aquaman, Wonder Woman, Lex Luthor, le Joker et le Pingouin.
En 1985 est distribuée la vague présentant le plus de personnages : Red Tornado, le Martian Manhunter, Firestorm, Green Arrow, Doctor Fate, Darkseid, Brainiac, Steppenwolf, Kalibak, Parademon, Desaad et Mantis.
En 1986 sont distribués Shazam, Cyborg, Le Pharaon d'Or, Cyclotron, Orion, Samurai, Mister Miracle, Plastic Man, Mr. Freeze et Tyr.
En ce qui concerne les véhicules, 8 modèles furent distribués : la Supermobile, la Batmobile, le Batcopter, le Delta Probe One (un véhicule apparemment utilisé par Robin et Green Arrow), le Justice Jogger (une chaise de combat), le Darkseid Destroyer, le Lex-Soar 7 (l'équivalent de la supermobile pour Lex Luthor) et le Kalibak Boulder Bomber.
Enfin, un playset fut proposé par Kenner, le Hall of Justice, qui présente l'avantage d'être le lieu de résidence de tous les héros de DC Comics.
En 1989, un distributeur argentin de jouets, Pacipa, reprend la ligne Super Powers, sous le titre Super Amigos. La plupart des figurines est de qualité inférieure aux productions de Kenner. Cependant, cette ligne tardive présente une figurine exclusive, le Riddler (el Acertijo), une réutilisation de la figurine de Green Lantern repeinte aux couleurs de l'Homme-Mystère.

## Batman
Toy Biz, 1989.
Cette ligne de jouets est dérivée du premier film de Tim Burton, Batman. Le fabricant Toy Biz fut le premier a posséder les droits du film, avant que Kenner ne les récupère l'année suivante. La série consiste en 3 figurines (Batman, Joker, Bob), 5 véhicules (Batmobile - deux versions-, Batwing, Joker Van, Batcycle et Joker Cycle) et 1 playset (Batcave).

## DC Comics Super Heroes
Toy Biz, 1989.
Avec le succès du film Batman, le fabricant Toy Biz développe l'univers du chevalier noir et exploite les super héros de DC Comics. Ainsi, il distribue 12 figurines complétant la gamme de base issue du film. 5 personnages sont directement liés à Batman : Robin, le Riddler, le Pingouin, Double-Face et Mr Freeze. Les autres personnages sont des stars des comics : Wonder Woman, Superman et son ennemi Lex Luthor, le Flash, Green Lantern, Aquaman et Hawkman.
La plupart de ces figurines réutilisent les sculptures faites par Kenner en 1984, pour la série Super Powers.

## The Dark Knight Collection
Kenner, 1990.

## Batman Returns - Batman le Défi
Kenner, 1992.

## Batman the Animated Series - Batman la Série animée
Kenner, 1993.

## Batman Forever
Kenner, 1995.

## Batman and Robin
Kenner, 1997.